# キルヒベルク (フンスリュック)
キルヒベルク (独: Kirchberg (Hunsrück))はドイツ連邦共和国 ラインラント＝プファルツ州ライン＝フンスリュック郡にある市。
同名の連合自治体 (独: Verbandsgemeinde Kirchberg (Hunsrück)) の行政庁所在地である。

## 地理

### 位置
フンスリュック山地にあり、郡庁所在地ジンメンから西へ約10km、フランクフルト・ハーン空港から東に12kmの位置にある。

## 姉妹都市
- ヴィルヌーヴ＝ラルシュヴェック(Villeneuve-l'Archevêque) （フランス ）